# Pere Capdevila i Alsina
Pere Capdevila i Alsina (les Masies de Voltregà, 1913 - Torelló, 24 d'octubre de 2001) fou un dels fundadors de la Cobla Canigó de Torelló el 1933 i el seu director fins a l'any de la seva retirada dels escenaris, el 1991. Va ser intèrpret de flabiol i saxòfon a la mateixa cobla. Va alternar la direcció de la cobla amb una botiga de vins i un petit celler.
L'any 2008 l'escriptor Jordi Lara i Surinyach, antic component de la cobla, va escriure un llibre autobiogràfic "Una màquina d'espavilar ocells de nit" on relata els seus anys com a músic al costat de Pere Capdevila i on aprofundeix en el personatge.

## Biografia

### Primers anys i fundació de la Cobla Canigó
Va néixer l'any 1913 a la masia Molí d'Ordeig, dins el terme municipal de les Masies de Voltregà. Ja a Torelló i encara d'adolescent va conèixer a Trinitari Múrria i Solsona, jove violinista i compositor amb qui va compartir inquietuds diverses i amb qui va llençar-se de ple al món musical. Trinitari havia arribat a la ciutat de la mà del seu pare Trinitari Múrria i Trilla, fuster en busca de l'estabilitat econòmica familiar. Tots tres varen fundar l'any 1933 la Cobla Canigó, llavors coneguda amb el nom d'Orquestrina Canigó i amb la qual van començar a fer-se conèixer dins l'àmbit musical osonenc. En aquesta formació Pere Capdevila hi tocava el saxòfon fins que també va sumar-hi, anys més tard, el flabiol. La germinal Orquestrina Canigó va estar activa fins a l'esclat de la Guerra Civil Espanyola que va suposar la mobilització de molts músics cap al front i va fer-ne aturar la seva activitat l'any 1937.

### La influència de la guerra (1937-1939)
Durant la guerra civil el projecte de l'Orquestrina Canigó va estar parat. Pere Capdevila va oferir els seus serveis com a músic a la resistència i va poder evitar així anar al front. El seu company de fatigues però, Trinitari Múrria i Solsona no va tenir la mateixa sort i va morir en una trinxera de l'Ebre amb només 19 anys, tot i que llavors ja comptava amb un repertori d'onze sardanes estrenades. Aquesta mort va consternar Pere Capdevila, que va resguardar-se en un celler que va obrir just en aquells anys i on va anar agafant forces per portar a terme el que s'havia plantejat: tirar endavant aquella cobla a la memòria del seu company.

### El ressorgiment "in memoriam" (1939-1946)
Acabada la Guerra civil espanyola Pere Capdevila va tornar a agafar les regnes de la formació i la va dirigir fins a l'any de la seva retirada. La guerra havia causat estralls entre les orquestres d'aquell temps i s'hi comptaven un gran nombre de baixes. Gràcies a la fusió amb la també torellonenca Orquestrina Reig Jazz fundada per Ramón Reig el 1927 van configurar la nova Orquestrina Canigó-Reig Jazz amb músics provinents de totes dues formacions. El manteniment de la cobla a bon nivell no va ser fàcil per a Pere Capdevila, ja que hi havia una gran competència entre les orquestres comarcals d'aquells anys, no només per qüestions contractuals sinó també en el reclutament mateix dels músics. Quan aquests tenien un bon nivell, altres formacions de més renom se'ls emportaven oferint-los més honoraris. Això va derivar finalment en una aturada temporal de la cobla per manca d'efectius.

### L'any de reclutament (1947)
Per falta de músics l'Orquestrina va passar un any sense oferir actuacions en públic. Pere Capdevila va aprofitar aquest temps per fer una tasca pedagògica important de manera que va anar reclutant joves osonencs que havien mostrat interès per la música en els mateixos concerts que havien ofert. Feia un tracte amb els pares, els llogava l'instrument per tal que poguessin practicar a casa i quan tenien un nivell acceptable passaven a formar part de la formació. Amb aquest nous músics va assajar durant aquest any sabàtic un nou repertori que havia d'aportar anys de més glòria a la cobla.

### Orquestra Canigó (1948-1950)
Gràcies als nous fitxatges que havien fet l'any anterior i el bon treball d'assaigs que havien portat a terme, rebatejats com a Orquestra Canigó van assolir un cert grau de notorietat dins l'oferta musical comarcal oferint música de ball i música per a celebracions religioses.

### De la Cobla-Orquestra Canigó a la Cobla Canigó (1950-1955)
El 1950 la formació comença a incloure la interpretació de sardanes dins del seu variat repertori, ja que així podien cobrir totes les exigències estilístiques que requeria la interpretació musical d'una festa major. Amb aquest canvi Pere Capdevila passa a ser intèrpret també de flabiol i es construeix ell mateix un tamborí amb un pot de Colacao.
Cinc anys més tard, el 1955 abandonarien finalment el repertori de ball i es batejarien amb el nom que la formació ha conservat fins avui, Cobla Canigó, dedicada bàsicament al repertori sardanístic.

### Anys d'èxit i retirada (1956-1991)
Ja configurada com a cobla, la formació dirigida per Pere Capdevila va anar assolint un nivell d'actuacions constant durant les següents dècades tot fent-se un nom dins del coblisme osonenc.
Per motius de salut però, abandonaria finalment la formació l'any 1991 després de 58 anys de fidelitat a l'ofici.

### Defunció
Va morir el 24 d'octubre de 2001 a Torelló i es va celebrar una missa en nom seu a la parròquia de Sant Feliu, a la mateixa ciutat.